# Domovinaši
U dotada jedinstvenoj Stranci prava došlo je 1895. godine do sukoba između Ante Starčevića, Kumičića, Franka i Mile Starčevića s jedne strane i skupine okupljene oko Frana Folnegovića, koja se priklonila vlastodršcima, koji su osudili događaje od 16. listopada 1895. godine, kada je omladina grada Zagreba prigodom dolaska Franje Josipa spalila mađarsku zastavu. Taj postupak žestoko je napao jedan od prvaka Stranke prava, Folnegović, koji je ujedno bio i član gradskog poglavarstva. Budući da je Ante Starčević i skupina oko njega ostala u manjini u odnosu na Folnegovića, Ante Starčević istupio je iz Stranke prava i osnovao Čistu stranku prava. Folnegović je bio član masonske lože, koja je u dogovoru s vladajućim režimom radila na razbijanju Stranke prava, jedine tada hrvatske državotvorne stranke.
2. prosinca 1895. počinje izlaziti Hrvatska domovina, glasilo Frankovih protivnika i nezadovoljnika unutra Stranke prava, koji su se okupili oko Folnegovića. Uredništvu Hrvatske domovine bilo je važno pokazati da Frankova struja nema ništa zajedničko sa starčevićanskom tradicijom te je po tom listu ta frakcija i dobila ime domovinaši. Nakon ostavke Frana Folnegovića, vodstvo domovinaša preuzeo je sisački pravaš Grga Tuškan. Uz njega su još bili odvjetnici August Harambašić, David Starčević (u početku), Franko Potočnjak, Ivan Bunjevčić, Pero Magdić te zagrebački župnik Stjepan Boroša. Nisu imali vođu, nego su bili skupina s različitim mišljenjima. Osim veće brojnosti, domovinaši su bili i bolje razmješteni "na terenu" od ostatka Stranke prava. Također se i veći dio istarskih i dalmatinskih pravaša priklonio domovinašima, tako da su oni ostali matična struja Stranke prava. 
Devedesetih godina Stranka prava, ujedinjena s obzorašima, kreće korak dalje te se opredjeljuje za jugoslavenstvo i zastupa interese srednjeg i bogatijeg građanstva, tj. predstavnike hrvatskoga kapitala. Na izborima za Sabor 1897. izabrana su samo dva zastupnika Čiste stranke prava – Josip Frank i Mile Starčević, dok je koalicija domovinaša i obzoraša dobila 26 mjesta. Izborna koalicija domovinaša i obzoraša surađivala je i nakon izbora, pod nazivom Koalirana opozicija ili Hrvatska opozicija, sve do 1902., kada su obavljene ozbiljnije pripreme za fuziju. Zaslugom Napredne omladine, koalicija domovinaša i obzoraša konstituirala se u siječnju 1903. kao jedinstvena Hrvatska stranka prava, na temelju programa iz 1894. godine. 